# Cahersiveen
Cahersiveen (in Lingua irlandese Cathair Saibdhin) è una cittadina di 1 401 abitanti situata nel sud-ovest dell'Irlanda, nella contea di Kerry. 
Nel paese è situata l'unica chiesa irlandese dedicata a un laico, precisamente la Daniel O'Connell Church.
Nel periodo estivo Cahersiveen diventa una meta ambita perlopiù da studenti che frequentano l'Asana school of summer, con l'intento di migliorare le loro capacità con la lingua inglese.